# Saint-Sylvestre, Haute-Vienne
Saint-Sylvestre (tiếng Occitan: Sint Sauvéstre) là một xã của tỉnh Haute-Vienne, thuộc vùng Nouvelle-Aquitaine, miền trung nước Pháp.